# Фіштаун Пінгвінс
«Фіштаун Пінгвінс» (нім. Fischtown Pinguins) — хокейний клуб із міста Бремергафен, Німеччина. Заснований у 1974 році. Виступає у чемпіонаті Німецької хокейної ліги.

## Історія
Першим хокейним клубом у Бремергафені була заснована в 1941 році команда «Бремергафен», яка виступала в Регіональній лізі Північ.
Сучасна хокейна команда заснована в 1974 році під назвою РСК «Бремергафен» та з 1978 по 1983 роки виступала в другій Бундеслізі групі Північ, після банкрутства останнього в 1984 році засновано РЕВ «Бремергафен», який став правонаступником РСК у регіональній лізі звідки новий клуб стартував у першості ФРН.
Згодом команда виступала в Оберлізі, а в 1994 році підвищилась до Другої ліги Північ. Через три роки РЕВ кваліфікувався до першої ліги Північ. Команда з Бремергафена фактично перетворилась на клуб-ліфт, поки у 2000 році не кваліфікувалась з другої сходинки до Другої Бундесліги.
У Другій Бундеслізі команда відіграла три сезони (за цей час клуб отримав сучасну назву — «Фіштаун Пінгвінс») та вибула до Оберліги, де вони затримались на сезон та здобули право повернутись до Другої Бундесліги, посівши за підсумками сезону перше місце.

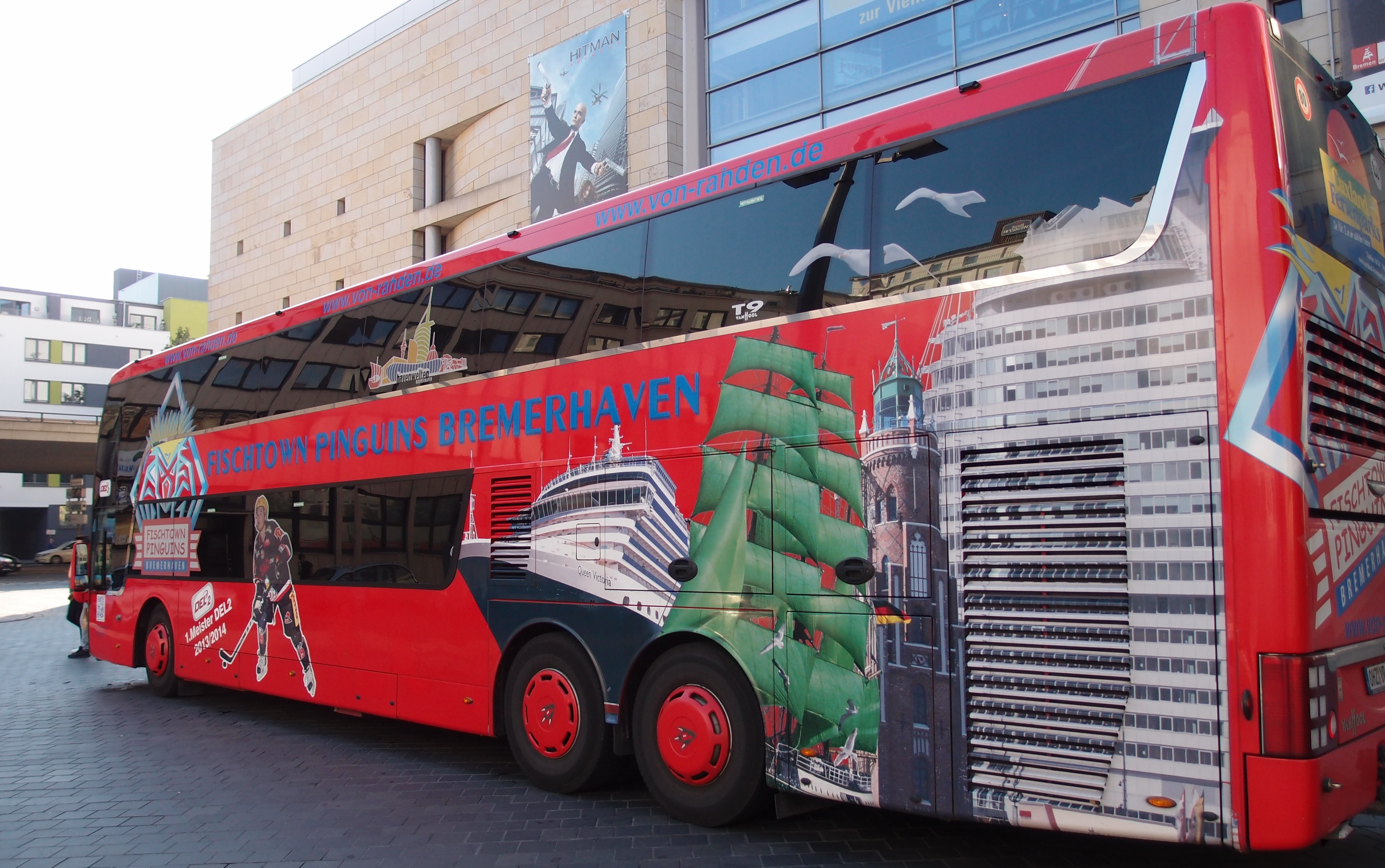
Клубний автобус команди.

Вже у сезоні 2005–06 «пінгвіни» претендували на підвищення в класі, але у фінальній серії поступились «Штраубінг Тайгерс» 2:3. Наступного сезону вони фінішували третіми, а з 2008 по 2010 рік не піднімались вище 10-го місця. У сезоні 2010–11 «пінгвіни» знову фінішували третіми, а у двох наступних відповідно дев'яті та п'яті.
З сезону 2013–14 відбувається реформа в німецькому хокеї, відтепер Друга Бундесліга змінює назву на ДХЛ2. Перший сезон став чемпіонським для «Фіштаун Пінгвінс». У двох наступних клуб із Бремергафена був другим, але через фінансові проблеми «Гамбург Фрізерс» «пінгвіни» отримали право виступу у Німецькій хокейній лізі.
За чотири сезони у ДХЛ «Фіштаун» став міцним середняком, а в останньому чемпіонаті показав найкращий поки свій результат посівши шосте підсумкове місце, плей-оф був скасований через пандемію COVID-19.